# Knud Bull
Knud Geelmuyden Bull (Bergen, 10 september 1811 - Sydney, 23 december 1889) was een Noors schilder, werkzaam in Australië.

## Familie
Bull was een zoon van apotheker Johan Storm Bull en Anna Dorothea Borse Geelmuyden. Hij was een oudere broer van violist Ole Bull en architect Georg Andreas Bull. In 1852 trouwde hij met Mary Ann Bryen. Uit dit huwelijk werden drie zoons geboren, die allen schilders werden.

## Opleiding
Bull kreeg zijn eerste lessen van Jacob Mathias Calmeyer in Bergen en maakte als tiener enige schilderijen van zijn familie. In de jaren dertig ging hij in de leer bij de J.C. Dahl in Dresden.

## Naar Australië
Bull was aanvankelijk geen succesvol schilder en zocht zijn heil in de valsmunterij. Tijdens een bezoek aan Groot-Brittannië in 1845, werd hij betrapt met materialen voor het maken van valse bankbiljetten. In een rechtszaak in de Old Bailey in Londen in december van dat jaar werd hij veroordeeld tot levenslange deportatie en 14 jaar dwangarbeid in Australië. Hij vertrok in mei 1846 met het schip John Calvin. Hij kreeg gelegenheid om aan boord te schilderen. In september kwam hij aan op het eiland Norfolk en werd kort daarop overgebracht naar de strafkolonie 'Saltwater River' op Tasmanië. Vanaf 1849 verbleef hij enige jaren in Hobart. Ondanks een mislukte ontsnappingspoging (1850), werd hij in 1853, door een administratieve fout, vervroegd vrijgelaten.
In zijn tijd was Bull de enige professionele landschapsschilder in Hobart, hij wordt beschouwd als een pionier in de Australische landschapschilderkunst. Naast zijn schilderwerk gaf Bull tekenles aan het Mechanics Institute en de Academy in Hobart.
In 1856 verhuisde Bull naar Sydney, waar hij op 78-jarige leeftijd overleed.